# Río Quesnel
El río Quesnel (del inglés: Quesnel River) es un corto río de Canadá, un importante afluente del río Fraser que discurre por la región de Cariboo, en el distrito regional de Cariboo de la provincia de la Columbia Británica. Nace en el desagüe del lago Quesnel, en la pequeña localidad de Likely y fluye durante unos 100 kilómetros en dirección noroeste hasta su confluencia con el Fraser en la ciudad de Quesnel (10 007 hab. en 2011).
El río honra la memoria de Jules-Maurice Quesnel (1786–1842), un comerciante de pieles que exploró en 1808 esta región con Simon Fraser.

## Historia
Justo aguas abajo del emisario del lago Quesnel, en la confluencia con el río Cariboo, está una ciudad fantasma históricamente importante, Quesnel Forks, también conocida como «the Forks» [los ramales o bifurcaciones], que era el punto de enlace de ambas cuencas. Varios senderos y caminos carreteros que conducían a los yacimientos de oro de Cariboo pasaban a través de las montañas bajas del norte de Quesnel Forks en la cuenca del río Cottonwood. Tanto el camino de carros desde Lillooet hasta Fort Alexandria y más tarde la ruta Cariboo llegaban por Quesnel Forks pero prefirieron seguir el valle del río Quesnel hasta Quesnel y luego hacia el este a partir de ahí a las ciudades de oro de  Barkerville y Wells.
El río Quesnel fue represado cerca de Likely en 1898 para permitir que el río aguas abajo fuese explorado en busca de oro. Uno de esos sitios se convirtió en la mina Bullion Pit, que operó desde 1892 hasta 1942. En 1935, esta mina instaló las mayores toberas hidráulicas nunca instaladas en América del Norte. (Las toberas hidráulicas son toberas de agua de alta presión y alto volumen que se utilizan para reventar la roca madre para la minería.) Se construyeron más de 64 kilómetros de canales para extraer agua de los lagos y arroyos cercanos que alimentasen las boquillas hidráulicas, que utilizaban más agua cada día que toda la ciudad de Vancouver lo hacía en la época. Hoy en día, Bullion Pit se erige como un asombroso cañón hecho por el hombre que mide 3 km de largo por 120 m de profundidad. Desplazó 9,2 hm³ de grava.

## Pesquerías
El río Quesnel da soporta a un número importante de especies piscícolas, siendo las más importantes el salmón rojo, la trucha arco iris, lechón gran escala, lechón de pico largo, Redside shiner, carpa gigante del Norte, cacho boca de guisante y cacho de lago.: 312–313 
El remonte de salmones rojos en el río para desovar experimentó una importante recuperación a finales del siglo XX, a veces superando al río Adams como el mayor productor de salmón rojo en la cuenca del Fraser.: 312–313 